# 錫利亞諾夫峰

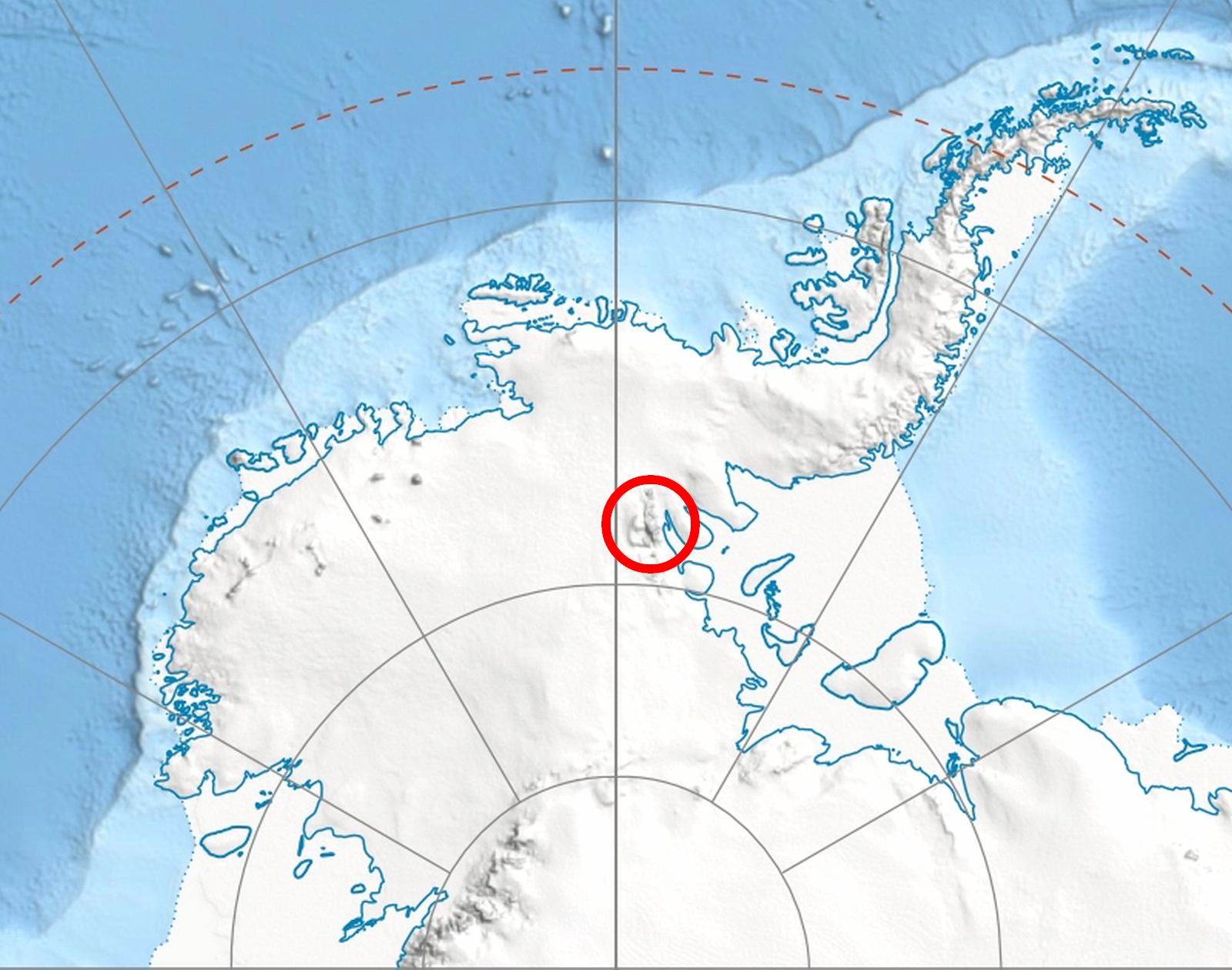

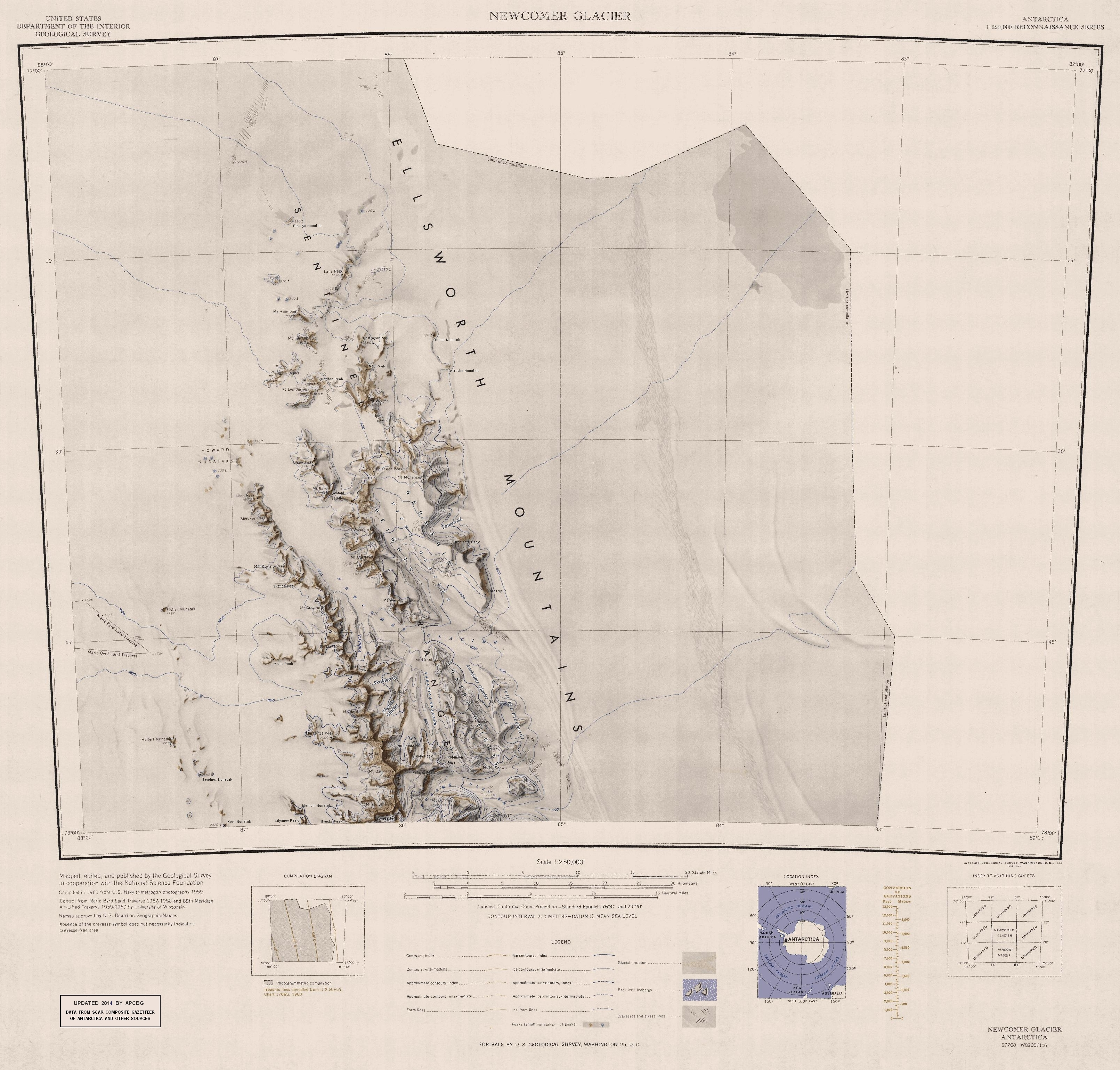

錫利亞諾夫峰（英語：Silyanov Peak）是南極洲的山峰，位於埃爾斯沃思地，處於達爾林普爾山西南面15.02公里、阿赫里達峰以西10.07公里、赫爾山西北面11.43公里、哈布利山以北10.36公里、科維爾冰原島峰以東11.65公里和梅莫利冰原島峰東南面1.74公里，長14.3公里，海拔高度2,250米，現時由南極條約體系管理。
78°01′51.8″S 86°32′52″W / 78.031056°S 86.54778°W